# Język chicomuceltec
Język chicomuceltec (chikomuselteko lub chicomucelteco; archaicznie cotoque) – wymarły język majański używany w regionach Chicomuselo, Mazapa de Madero i Amatenango de la Frontera w Chiapas w Meksyku, a także w niektórych pobliskich terenach Gwatemali. W latach 70. XX w. język wymarł. Według majanistów nie ma już nikogo, kto używałby tego języka jako ojczystego. Społeczność potomków Chicomucelteco, szacowana w przybliżeniu na 1500 osób w Meksyku i 100  w Gwatemali, posługuje się obecnie językiem hiszpańskim.
Język chicomuceltec bywał nazywany cakchiquel mam, jednak jest dość daleko spokrewniony z językami cakchiquel i mam, a jego bliższym krewnym jest język wastek (huastec).

## Historia i genealogia
Język chicomuceltec został po raz pierwszy udokumentowany w nowożytnej literaturze lingwistycznej jako odrębny język w końcu XIX wieku, gdy ukazały się opisy opublikowane przez lingwistę Karla Sappera z jego podróży do północnej Mezoameryki w latach 1888–1895.
Związek chicomuceltec z wastek został ustalony w końcu lat 30. XX w. (Kroeber 1939) poprzez porównywanie słów z innymi językami majańskimi, co doprowadziło do wniosku, że język ten wykazywał wyższy stopień podobieństwa do wastek niż innych języków majańskich.

### Dokumentacja historyczna
Dwustronicowy dokument datowany na 1775 rok, który został odzyskany z Francuskiej Biblioteki Narodowej w Paryżu, jest najstarszym znanym dokumentem w języku chicomuceltec. Zachowując formę wyznania Kościoła katolickiego, manuskrypt zawiera osiem zdań napisanych w języku chicomuceltec. Wzmiankuje się również, że język ten był tym, który określano cotoque.

## Zasięg geograficzny

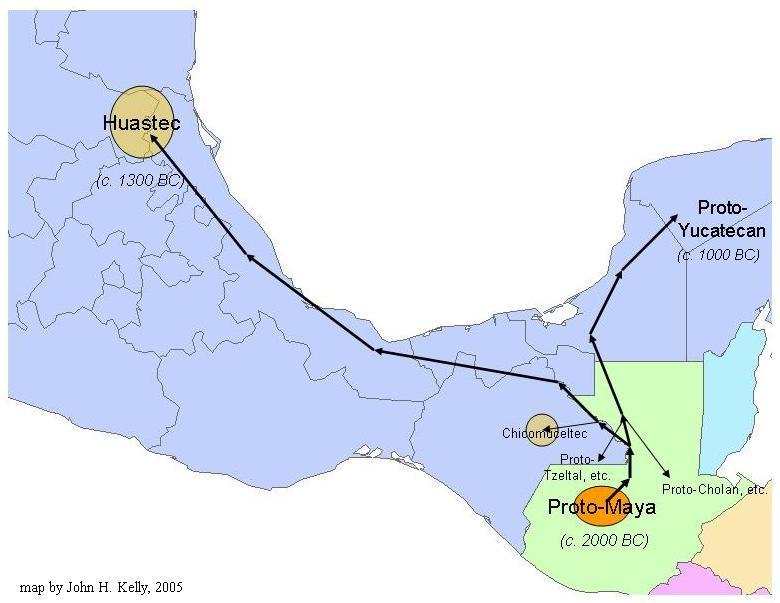
Mapa ukazująca podział używających języków wastek i chicomuceltec migrujących z terenów pierwotnie zamieszkiwanych przez ludy protomajowskie

Zasięg geograficzny języków wastek i chicomuceltec w odniesieniu do reszty języków majańskich – z wastek skupionym na północnym wybrzeżu Zatoki Meksykańskiej z dala od innych używanych na południe i wschód od przesmyku Tehuantepec – był, co proponuje Kroeber, albo pozostałością po populacji pozostawionej po migracjach Huasteków na północ od wyżyny Chiapas, albo skutkiem powrotu grupy Huastec do ich wcześniejszych siedzib.

## Zanik i wymarcie
Na początku XX wieku było widać, że język zanika. Gdy w 1926 roku Franz Termer odwiedził społeczność Chicomucelo, w okręgu liczącym około 2500 mieszkańców, znalazł tylko trzy osoby (wszystkie powyżej 60. roku życia), które potrafiły mówić w języku chicomuceltec, jednak nawet oni porozumiewali się między sobą na co dzień w języku hiszpańskim.